# Elle et lui (roman de Sand)
Pour les articles homonymes, voir Elle et lui.
Elle et Lui est un roman autobiographique de l’écrivaine française George Sand publié en 1859. C’est un roman d’amour librement inspiré de la liaison que George Sand a entretenue avec l’écrivain Alfred de Musset, la transposant dans les milieux de la peinture.

## Résumé
Le roman relate la passion dévorante qui se noue entre « Elle », Thérèse Jacques et « Lui », Laurent de Fauvel. Tous deux sont artistes peintres, mais leurs personnalités sont très différentes : celle de Thérèse Jacques est caractérisée par l’innocence et le dévouement, tandis que Laurent de Fauvel présente un mélange tourmenté de génie et de vice. En quête d’amour sublime, les deux amants font ensemble un voyage en Italie. Mais leur aspiration à une passion céleste s’achemine vers de sérieux obstacles.

## Conception du roman
Pour écrire Elle et lui, George Sand s’inspire librement de sa relation amoureuse avec l’écrivain Alfred de Musset. Au moment où elle forme le projet du roman, leur liaison est terminée depuis vingt-cinq ans et Alfred de Musset est mort. Jusqu’à ce moment, George Sand avait passé sous silence de nombreux détails de leur relation, notamment dans les Lettres d’un voyageur et dans son autobiographie Histoire de ma vie. Mais Sand souhaite exprimer, sous une forme détournée, sa propre version de leur liaison, en particulier pour répondre au roman autobiographique de Musset, La Confession d’un enfant du siècle, parue en 1836. Un conflit avec Paul de Musset, frère de l’écrivain, fait craindre à George Sand de devoir détruire les lettres qu’elle avait échangées avec Alfred et qu’elle utilise pour composer son roman. Cela l’oblige à boucler le premier jet en un temps record : 620 pages en 25 jours. François Buloz, qui supervise l'édition prévue du roman, demande à Sand de retravailler son texte pour rendre les relations entre les personnages principaux moins orageuses.

## Accueil critique
Elle et Lui fait scandale à sa parution et suscite de nombreux articles dans la presse. Il provoque une polémique avec Paul de Musset (le frère d'Alfred de Musset) qui publie en réponse un ouvrage parodique, Lui et Elle,. Suivront aussi Lui par Louise Colet (1859), Eux par Gaston Lavalley (1859), Eux et elles, Histoire d’un scandale par Adolphe de Lescure (1860).
Le roman reçoit plusieurs avis favorables, notamment de la part de l’éditeur Pierre-Jules Hetzel. Le critique littéraire Charles-Augustin Sainte-Beuve lui réserve un accueil en demi-teinte.
Rétrospectivement, Thierry Bodin, universitaire spécialiste de George Sand, estime que le roman n’a rien d’une attaque pamphlétaire ni de la transposition brute d’une passion à vif, mais qu’il livre le « constat sans amertume de la fin d’un amour perdu, de l’impossible quête romantique de l’amour absolu ».

## Histoire éditoriale
Elle et Lui paraît à Paris chez Hachette en 1859. En 1861, il est réédité chez Michel Lévy frères. Il est réédité plusieurs fois chez cet éditeur, dont en 1869 avec une illustration en frontispice. En 1909, une réédition chez Calmann-Lévy bénéficie d’illustrations de Lobel-Riche. Le roman continue à être réédité chez plusieurs éditeurs. En 1945 paraît une édition chez Gasnier illustrée par Van de Beuque. 
En 1947, les éditions des Arceaux publient la première édition critique : le roman, illustré par Philippe Ledoux et par un crayonné de Vincente Santaolaria, est accompagné d’une présentation et de notes d’Aurore Sand. La deuxième paraît en 1986 aux éditions de l’Aurore : le texte y est établi, présenté et annoté par Thierry Bodin avec une préface de Joseph Barry. Cette édition reparaît chez Gallimard dans la collection « Folio classique » en 2008. Plusieurs autres éditions paraissent dans les années 2000 et 2010. En 2019, l'œuvre entre dans la Bibliothèque de la Pléiade au sein du tome II de l'édition en deux volumes de romans de George Sand.